# Mark Fisher (arquitecto)

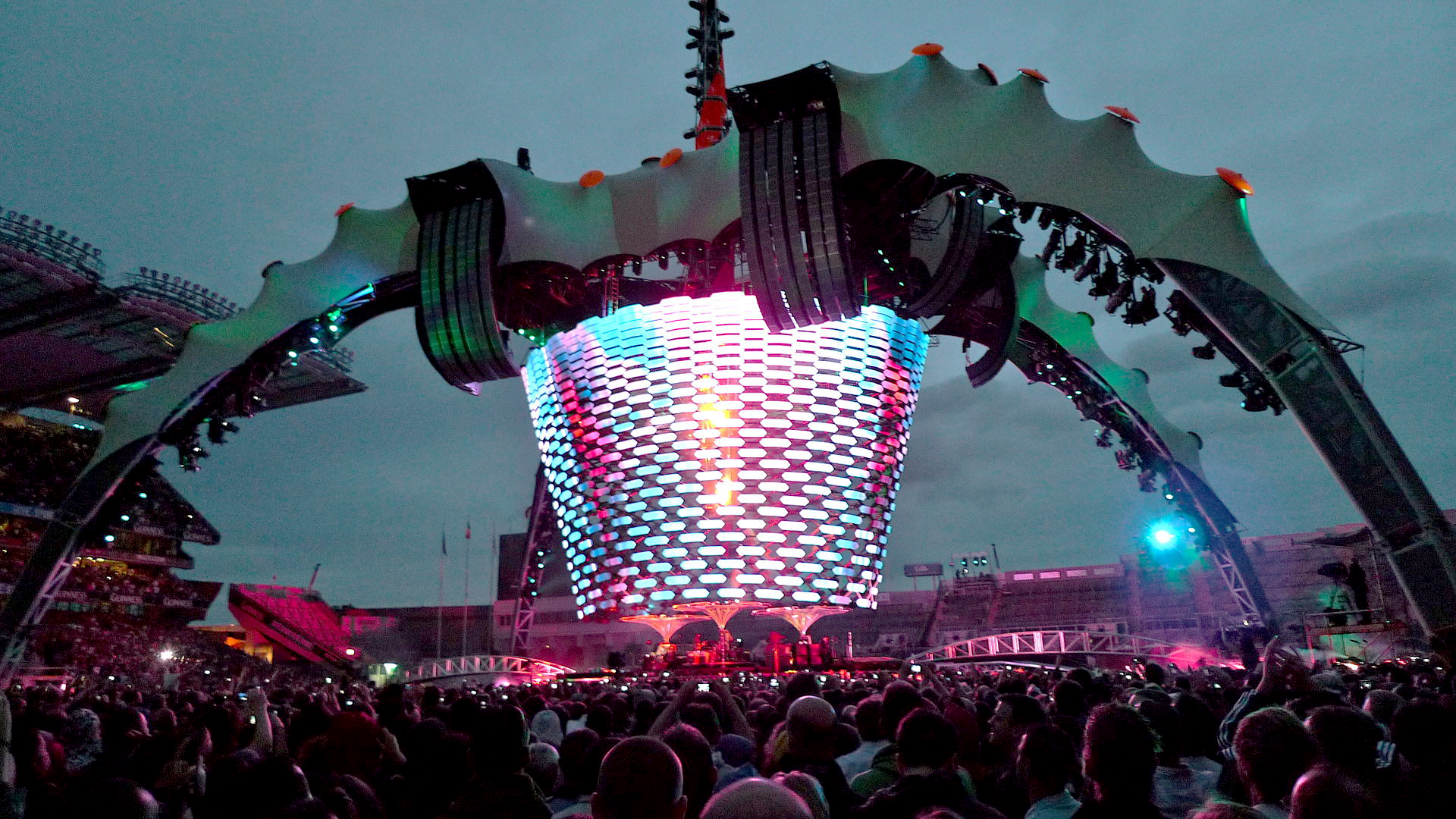
El diseño del escenario del tour 360 de U2 fue obra de Fisher.

Mark Fisher (Warwickshire, 20 de abril de 1947–Hampstead, 25 de junio de 2013) fue un arquitecto británico. Destacado por crear grandes escenarios para conciertos de artistas como Pink Floyd, U2, The Rolling Stones, Jean-Michel Jarre, Tina Turner, Peter Gabriel, Mylène Farmer, Lady Gaga y Madonna.

## Biografía
Fisher se graduó de la Architectural Association School of Architecture de Londres en 1971, donde hizo también una maestría desde 1973 hasta 1977. En 1984 creó el estudio Fisher Park con Jonathan Park. La asociación se disolvió en 1994 cuando estableció, el Mark Fisher Studio, alias Stufish.

## Escenarios diseñados
Mark Fisher se especializó en el diseño e ingeniería de grandes escenarios usados para tours de grupos famosos, en los que conceptualizaba de forma integral la experiencia visual de los espectadores. 

### Pink Floyd
- In the Flesh Tour, 1977
- The Wall Tour, 1980, con Roger Waters y Gerald Scarfe.
- The Division Bell Tour, 1994.

### The Rolling Stones
- Steel Wheels/Urban Jungle Tour, 1989.
- Voodoo Lounge, 1994.
- Bridges to Babylon, 1997.
- A Bigger Bang, 2005.
- 50 & Counting, 2012.

### U2
- Zoo TV Tour, 1992
- PopMart Tour, 1997
- Elevation Tour, 2001
- Vertigo Tour, 2004
- U2 360° Tour, 2009[4]

### Madonna
- The MDNA Tour, 2012
- Rebel Heart Tour, 2015 - 2016

### Otros
- The Concerts in China, 1981, de Jean-Michel Jarre
- Inedito World Tour 2011-2012 de Laura Pausini
- Avant que l'ombre...à Bercy de Mylène Farmer
- Tournée 2009/Stade de France de Mylène Farmer
- Timeless 2013 de Mylène Farmer
- The Born This Way Ball de Lady Gaga
- Diamond Jubilee Concert
- Millennium Dome Show de Peter Gabriel
- Turn It On Again, 2007, de Genesis
- The Wall Live, 2010, de Roger Waters

Fisher también diseñó las ceremonias de apertura y clausura para  Turín 2006, Pekín 2008 y los Juegos Asiáticos de 2010, así como las escenografías para los shows We Will Rock You, KÀ y Viva Elvis del Cirque du Soleil en Las Vegas.
La película de la banda Metallica "Metallica Through the Never" estrenada en el 2013, fue dedicada a Mark Fisher.